# Publio Licinio Craso Dives
Publio Licinio Craso Dives  (m. 183 a. C.) fue un político y militar romano del siglo II a. C. perteneciente a la gens Licinia. Alcanzó las más altas magistraturas del Estado romano durante el transcurso de la segunda guerra púnica, obteniendo en el año 212 a. C. el puesto de pontifex maximus, a pesar de ser un homo novus.

## Orígenes familiares
Publio Licinio Craso era hijo de P. Licinio Craso, y fue el primero Licinio con el apellido Dives mencionado en la historia. Posiblemente esté relacionado con el cónsul de 236 a. C. Cayo Licinio Varo, cuyo nieto era Publio Licinio Craso, cónsul en 171 a. C., y cuyo bisnieto fue Publio Licinio Craso Dives Muciano, también cónsul y pontifex maximus. Las conexiones entre los Licinios de la rama plebeya no están claras en los albores de la República.
Licinio Craso es descrito como Dives (o rico, como apodo adicional) indicando que era uno de los romanos más ricos de su tiempo. (La tradición familiar de una riqueza continuada, vigente en muchos descendientes, culmina en el triunviro Marco Licinio Craso, también apodado Dives como su posible ancestro debido a la inmensa fortuna que manejaba).
Se desconoce la identidad de la madre de Licinio Craso, su infancia y su adolescencia, y lo más importante, su año de nacimiento. Probablemente nació durante la primera guerra púnica (250 a. C.-245 a. C.), por lo que fue educado y entrenado en el arte de la guerra, tal como hacían muchos nobles romanos de su época.

## Carrera sacerdotal
Livio menciona a Licinio Craso por primera vez en sus Historias, debido a su sorprendente elección como Pontífice Máximo tras la muerte de Lucio Cornelio Léntulo Caudino, el pontífice anterior. En las elecciones para pontífice máximo (unas elecciones populares sin precedentes en vez de ser elegido por los miembros del Colegio de Pontífices), los candidatos favoritos eran dos ex-censores, el patricio Tito Manlio Torcuato y el plebeyo Quinto Fulvio Flaco. Probablemente Licinio Craso ya había sido elegido pontífice o sacerdote, pues si no no podría presentarse candidato, además Livio no dice lo contrario. Sorprendentemente estos dos eminentes censores fueron derrotados por un joven desconocido que ni siquiera había obtenido el cargo de edil curul.
Livio no menciona los detalles de esta elección pero menciona que Licinio Craso era un joven atractivo, agradable, rico y bien relacionado. La combinación de todos estos factores permitió que un joven desconocido venciera a dos censores que además se quitaban votos entre sí, facilitando la elección de Craso.
Licinio Craso es descrito como un hombre muy versado en temas religiosos, reconocido por los romanos de su época por cumplir siempre los ritos religiosos repetidamente (sobre todo tras la conclusión de la segunda guerra púnica). Como sumo pontífice y cónsul recordó al Princeps Senatus Quinto Fabio Máximo Verruscoso Cunctator que él (Licinio) no podía salir de Italia mientras el otro cónsul, Escipión el Africano no tenía tal indisposición religiosa.

## Carrera política
Los inicios de la carrera política de Licinio Craso se desconocen, aunque al igual que su futuro aliado político Escipión el Africano (y otros tantos jóvenes aristócratas romanos de la misma era como Publio Sempronio Tuditano) Craso fue elegido para importantes puestos a una edad temprana a pesar de que por encima de él estaban otros senadores más curtidos en la arena política. Craso era conocido por sus conocimientos sobre la ley religiosa romana, su espléndido físico y sus habilidades militares, aunque nunca ganó un triunfo. Licinio Craso es sobre todo conocido por su negativa a dejar Italia tal como Fabio Máximo quería y permitir que Escipión el Africano tuviera a Sicilia como su provincia e invadiera Cartago.
Licinio Craso fue elegido para los siguientes cargos:
- Pontifex Maximus (212 a. C.), Craso retuvo este cargo hasta su muerte en 183 a. C.
- Edil curul, elegido entre 212/211 a. C, donde dio espléndidos juegos, notable por las coronas de follaje de oro y plata, que exhibió por primera vez en Roma[1]
- Magister equitum del dictador Quinto Fulvio Flaco en el año 210 a. C., y en el mismo año obtuvo la censura junto con Lucio Veturio Filón, pero tuvo que abdicar (como era habitual) como consecuencia de la muerte de su colega.
- Pretor en 208 a. C., elegido el mismo año que Publio Licinio Varo (probablemente hijo de Cayo Licinio Varo)
- Cónsul en 205 a. C., elegido junto a su aliado político Escipión el Africano como colega senior.

Durante su consulado permaneció en Brucio, prosiguiendo la guerra contra Aníbal y acorralándole contra el mar. Cayó enfermo al final del año y pidió al dictador que convocara elecciones ya que ninguno de los dos cónsules en funciones estaba en buenas condiciones. 
Licinio Craso fue nombrado procónsul por el Senado al año siguiente y unió sus fuerzas con las del cónsul Sempronio, para oponerse a Aníbal en un barrio de Crotona, pero los romanos fueron derrotados.  
Fue relevado de sus deberes en el año 203 a. C., cuando Aníbal embarcó a todo su ejército y regresó a África, y murió a una edad avanzada, en el año 183 a. C.. Su funeral se celebró con juegos y fiestas que se prolongaron durante tres días, con una lucha de 120 gladiadores,